# Московский институт электроники и математики
Моско́вский институ́т электро́ники и матема́тики имени А. Н. Тихонова Национального исследовательского университета «Высшая школа экономики» (МИЭМ) — учебно-научное подразделение НИУ ВШЭ. До 2012 года — самостоятельное высшее учебное заведение (Московский государственный институт электроники и математики).
Институт основан в 1962 году постановлением ЦК КПСС и Совета Министров СССР на базе Московского вечернего машиностроительного института, по инициативе Государственного комитета Совета Министров СССР по радиоэлектронике. Первым ректором был назначен Е. В. Арменский, который руководил им с момента основания по 1987 год. При создании получил название «Московский институт электронного машиностроения». Впоследствии именовался «Московский государственный институт электроники и математики».
Институт готовит специалистов, бакалавров и магистров в области электроники, информационных технологий, телекоммуникаций, вычислительной техники, прикладной математики, кибернетики и дизайна.
До 2015 года располагался в двух корпусах. Первый был расположен в районе станции метро «Китай-город» по адресу: 109028, Москва, Б. Трёхсвятительский пер., д. 3 (до 1993 г. Большой Вузовский пер.). Второй в районе станции метро «Павелецкая» по адресу: Москва, ул. Малая Пионерская, д. 12.
В 1969 году А. Н. Косыгин подписал распоряжение правительства о строительстве нового здания МИЭМ в Строгино. Строительство здания было завершено в ноябре 2014 года.
С 2015 учебного года занятия проходят в новом корпусе в Строгино по адресу: Таллинская, 34.

## История
В 1929 году решением СНХ СССР был создан Московский вечерний машиностроительный институт (МВМИ), призванный дать высшее образование рабочим и демобилизованным после гражданской войны красноармейцам. В первые годы (1929—1931) занятия проводились в аудиториях Высшего технического училища им. Баумана. Одновременно в Большом Трёхсвятительском переулке было заложено здание вновь организованного института, однако его фундамент был передан созданному в то время Московскому торфяному институту. МВМИ же разместился в пустовавших со времён революции банях на Шаболовке. В этих помещениях он просуществовал до 1961 года, пока Московский торфяной институт не был переведён в Тверь.
К середине апреля 1962 года правительство готовило постановление «О развитии радиоэлектроники в стране». Однако у Государственного комитета по электронной промышленности СССР (председатель А. И. Шокин) не было «своего вуза», который бы готовил специалистов целевым назначением в организации Госкомитета. Машиностроительный институт предложил на своей базе создать Московский институт электронного машиностроения. Министерство высшего и среднего специального образования РСФСР согласилось с этим предложением и включило в проект Постановления пункт о создании нового института на базе МВМИ. Постановление ЦК КПСС и Совета Министров СССР № 374 «О мерах по дальнейшему увеличению подготовки специалистов по радиоэлектронике и электронной технике с высшим и средним специальным образованием» вышло 21 апреля 1962 года.
В июне 1962 года ректором института был назначен декан факультета «Электронных вычислительных устройств и средств автоматики» МИФИ, к.т. н., доцент Евгений Арменский, и 5 июля 1962 года началось создание нового вуза. Вводились радиоэлектронные специальности, не совпадающие с теми, которые были в небольшом по величине МВМИ.
Началом работы МИЭМ принято считать 28 июня 1962 года — день, когда был издан приказ ректора МИЭМ № 1.
В декабре 1963 года МИЭМ произвёл первый выпуск инженеров по новым специальностям, по количеству даже превысив задание правительства. Первый диплом с отличием по специальности «Автоматика и телемеханика» получил 30 декабря 1963 г. Юрий Николаевич Кофанов, который по распределению стал работать ассистентом в МИЭМ 2 января 1964 г. Он до сих пор (2020 г.) работает профессором в МИЭМ, являясь единственным сотрудником, который поступил в МИЭМ как студент одновременно с его открытием и продолжает работать и жить вместе с жизнью МИЭМ. Утром 1 сентября 1962 г. студенту Кофанову свою первую лекцию по предмету «Автоматические системы» в МИЭМ читал его первый ректор Е. В. Арменский.
В 1968 году в МИЭМ был открыт первый в Советском Союзе факультет прикладной математики, выпускающий инженеров-математиков.
В 1993 году Московский институт электронного машиностроения изменил название на Московский государственный институт электроники и математики, сохранив аббревиатуру.
В соответствии с Распоряжением Правительства РФ от 30 декабря 2011 г. № 2458-р МИЭМ был присоединён к Национальному исследовательскому университету «Высшая школа экономики».
С 2015 года МИЭМ получает статус глобального факультета Высшей школы экономики.

## Факультеты и кафедры
В настоящее время МИЭМ включает в себя 3 факультета (департамента):
- Департамент прикладной математики[5]
  - Кафедра компьютерной безопасности
  - Базовая кафедра «Прикладные информационно-коммуникационные средства и системы»
  - Учебная лаборатория математического моделирования
  - Учебная лаборатория моделирования систем защиты информации и криптографии
  - Учебная лаборатория систем управления и навигации
- Департамент электронной инженерии[6]
  - Кафедра информационной безопасности киберфизических систем
  - Учебная лаборатория метрологии и измерительных технологий
  - Учебная лаборатория телекоммуникационных технологий и систем связи
  - Учебная лаборатория физхимии и экологии
  - Учебная лаборатория СВЧ-электроники, микроволновых и лазерных технологий
  - Учебная лаборатория волновой, квантовой оптики и ядерной физики
  - Учебная лаборатория моделирования и проектирования электронных компонентов и устройств
  - Учебная лаборатория макроскопических квантовых систем
  - Учебная лаборатория электрофизических и магнитных свойств материалов
  - Учебная лаборатория электроники и схемотехники
  - Учебная лаборатория радиотехники, электромагнитной совместимости и надёжности
  - Базовая кафедра Всероссийского научно-исследовательского института оптико-физических измерений (ВНИИОФИ)
  - Базовая кафедра квантовой оптики и телекоммуникаций ЗАО «Сконтел»
  - Базовая кафедра ОАО «Научно-исследовательский институт систем связи и управления»
  - Базовая кафедра ОАО «РКК» Энергия"
  - Базовая кафедра Акционерного общества «ИнфоВотч»
- Департамент компьютерной инженерии[7]
  - Учебная лаборатория сетевых и коммуникационных технологий
  - Учебная лаборатория систем автоматизированного проектирования
  - Учебная лаборатория интеллектуальных систем управления и робототехники
  - Учебная лаборатория распределённых систем сбора и хранения данных
  - Учебная лаборатория информационно-аналитических систем и обучаемых компьютеров
  - Учебная лаборатория 3Д-визуализации и компьютерной графики
  - Виртуальная учебная лаборатория по исследованию возможностей продуктов IBM в проектной деятельности студентов
  - Учебно-исследовательская лаборатория Интернет технологий и сервисов
  - Базовая кафедра информационно-аналитических систем ЗАО «ЕС-лизинг»

## Руководители
- Арменский Евгений Викторинович — Ректор: (1962—1987)
- Тихонов Александр Николаевич — Ректор: (1987—1989)
- Быков Дмитрий Васильевич — Ректор: (1989—2010)
- Кулагин Владимир Петрович — и. о. ректора (2010—2012)
- Тихонов Александр Николаевич — Научный руководитель, директор: (2012—2016)
- Крук Евгений Аврамович — Научный руководитель, и. о. директора (2017—2025)
- Коваленко Дмитрий Георгиевич — Директор, проректор ВШЭ (с 2025 г.)

## Известные сотрудники
- В. П. Маслов — основатель кафедры «Прикладная математика» и её руководитель в 1968—1998 годах. Выпускник МГУ. Доктор физико-математических наук, профессор, действительный член АН СССР (1984). Один из ведущих специалистов в области математической физики. См. также Асимптотические методы Маслова[8].
- Ю. Е. Лозовик — специалист по наноструктурам и низкоразмерным электронным системам.
- А. С. Холево — советский и российский математик, специалист в области математических проблем квантовой информатики, лауреат премии Шеннона.
- Н. И. Касперская — зав. кафедрой, председатель Совета директоров «Лаборатории Касперского», а также генеральный директор компании InfoWatch.
- М. Ю. Каган — российский физик-теоретик, специалист в области физики твёрдого тела и физики низких температур.
- В. М. Пудалов — советский и российский физик, специалист в области физики твёрдого тела.
- В. Л. Попов — российский математик, специалист в области алгебры.
- Л. Н. Щур — советский и российский математик, специалист в области математической физики, химии и суперкомпьютерных алгоритмов.

## Известные выпускники, студенты и аспиранты
- Бакштейн Иосиф Маркович — искусствовед, художественный критик. Директор Института проблем современного искусства (Москва)[9].
- Головков Алексей Леонардович (1956—2009) — российский экономист-реформатор, руководитель аппарата правительства Е. Гайдара, политтехнолог[9].
- Голубятников Игорь Владимирович — ректор Московского государственного университета приборостроения и информатики[9].
- Зильберман Михаил Анатольевич — кинопродюсер, генеральный директор кинокомпании «ФИЛЬМ-ПРО»[9].
- Зотов Андрей Юрьевич — председатель правления Регионального общественного Центра интернет-технологий; член совета директоров инвестиционной корпорации VESTA Eurasia[9].
- Касперская Наталья Ивановна — председатель Совета директоров «Лаборатории Касперского», а также генеральный директор компании InfoWatch — разработчика систем защиты конфиденциальной информации от внутренних угроз[9].
- Ковалёв Николай Дмитриевич — российский политический деятель и деятель спецслужб, директор ФСБ в 1996—1998 годах. Генерал армии (1997).
- Митрошенков Александр Викторович — вице-президент Ассоциации коммуникационных агентств России; президент Трансконтинентальной МедиаКомпании[9].
- Пономарёва Лариса Николаевна — российский государственный деятель, член Совета Федерации от Чукотского автономного округа[9].
- Потресов Владимир Александрович — русский писатель, журналист, учёный, путешественник..
- Симонов Владимир Валентинович — генеральный директор Российского агентства по системам управления (июнь 1999 г. — апрель 2002 г.)[9].
- Тихонов Александр Николаевич — министр общего и профессионального образования Российской Федерации (1998 г.)[9].
- Мамонтов Илья Александрович — бас- гитарист группы "Эпидемия"